# Quito

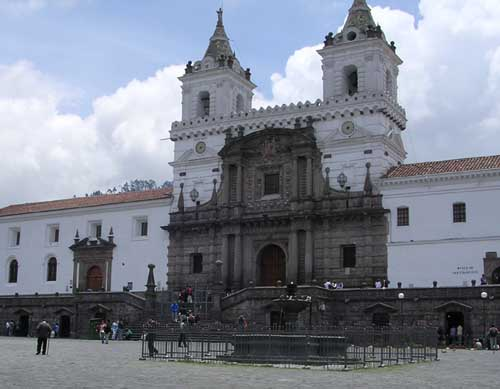
Convent i església de Sant Francesc

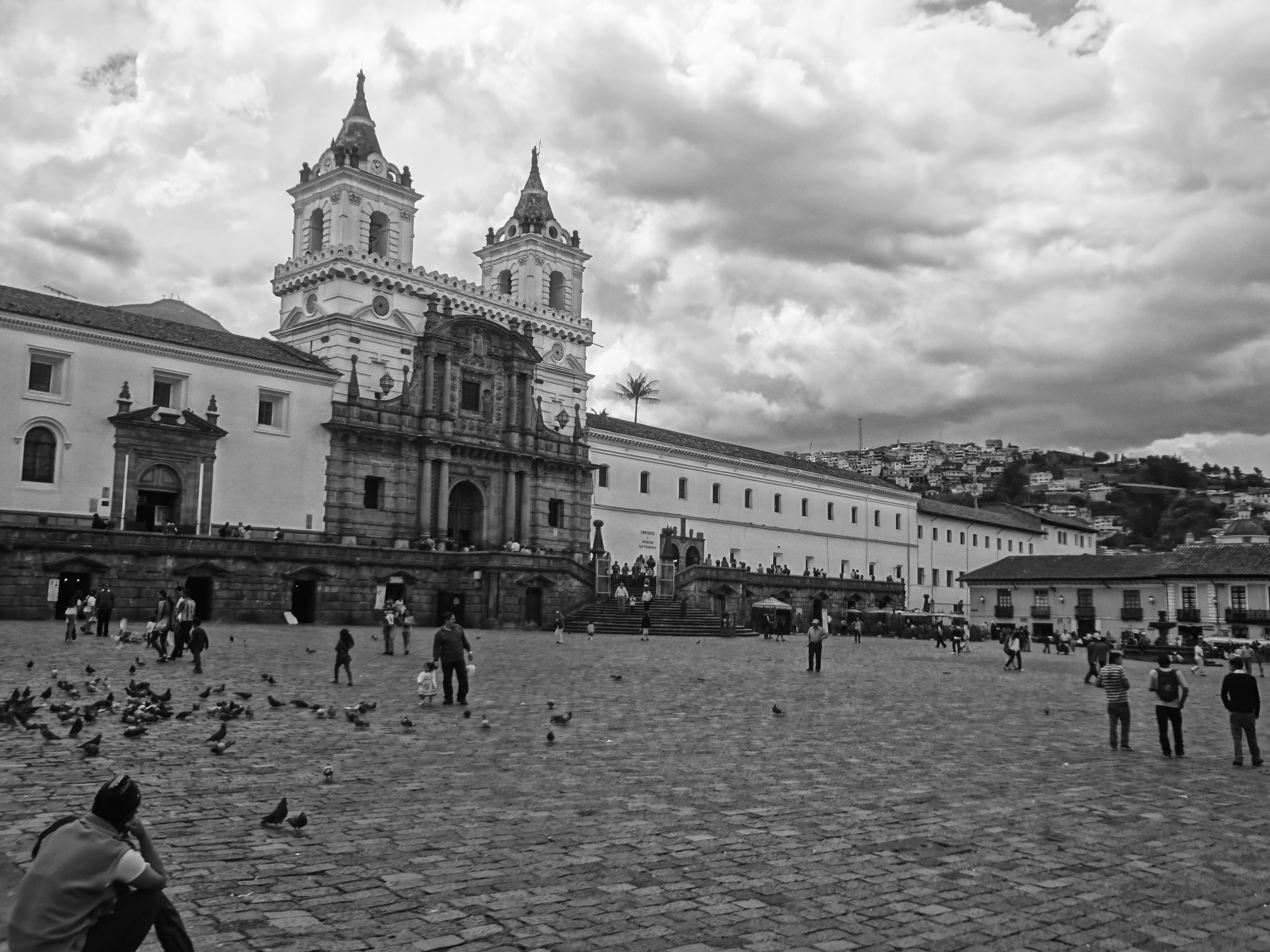
Convent i església de Sant Francesc

San Francisco de Quito és la capital de la República de l'Equador. Està situada a 2.850 metres d'altura, al vessant oriental del Pichincha. Té una població de 1.978.376 habitants (2019), cosa que la converteix en la segona ciutat més poblada del país, darrere de Guayaquil.

## Geografia i llocs d'interès
La ciutat de Quito està situada als vessants del volcà Pichincha, al bell mig del carreró interandí, a l'anomenada fossa de Guayllabamba. La ciutat és molt allargada (uns 25 km) en direcció nord-sud, però poc ampla (no més de 4 km.) a causa dels condicionants geogràfics: a l'occident queda limitada pel volcà i a l'orient, per la vall del riu Machángara i les quebradas que duen a les valls de Los Chillos i de Tumbaco i, més enllà, amb la serralada oriental dels Andes. La ciutat vella queda delimitada, a més de per les pendents del Pichincha, pels petits turons d'El Panecillo i d'Itchimbía.
Des d'aquest nucli central la ciutat nova s'ha estès enormement cap al sud i cap al nord. Les artèries principals que travessen la ciutat de nord a sud són l'avinguda 10 de Agosto, que enllaça amb la carretera panamericana, i l'avinguda 6 de Diciembre. Al costat de la primera es trobava l'aeroport Mariscal Sucre; la seva situació al bell mig de la ciutat nova el feia perillós i es va traslladar a la zona de Tumbaco.
Quito té el centre històric més gran, menys alterat i millor conservat d'Amèrica. Aquest centre va ser, juntament amb el centre històric de Cracòvia, Polònia, el primer a ser declarat Patrimoni de la Humanitat per la UNESCO el 18 de setembre de 1978. El centre històric de Quito es troba al sud del centre actual de la capital, en una superfície de 320 ha, i una de les zones històriques més importants d'Amèrica Llatina. Hi ha uns 130 edificis monumentals (que acullen diferents arts pictòrics i escultures, la majoria d'inspiració religiosa, en un ventall polifacètic d'escoles i estils), i 5.000 immobles inscrits a l'inventari municipal de béns patrimonials.

### Ciutat vella

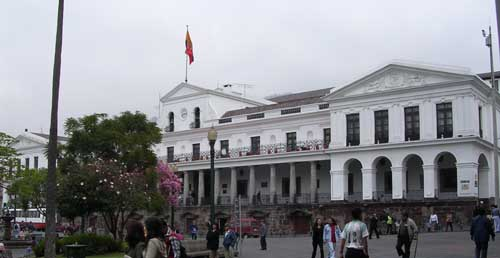
Palau de Carondelet, seu del govern

El centre històric de Quito, declarat patrimoni cultural de la humanitat per la UNESCO el 1978, conté una extraordinària concentració d'art colonial, especialment religiós. En destaquen el convent i església de Sant Francesc, el primer convent erigit a Sud-amèrica, les esglésies de La Companyia, de la Mercè, de Sant Agustí i de Sant Domènec, així com la Catedral el palau de govern (o palau de Carondelet).
La Catedral Metropolitana de Quito, és un dels símbols religiosos més grans de valor espiritual per a la comunitat catòlica de la ciutat. La construcció d'aquesta església va començar l'any 1535, disset anys després de la creació de la diòcesi de Quito el 1545. L'edifici de l'església es va acabar l'any 1799, durant l'administració del president de la Reial Audiència, el baró Héctor de Carondelet. Un dels fets més importants que va tenir lloc en aquesta catedral va ser l'assassinat del bisbe de Quito, José Ignacio Checa y Barba, que durant la missa del Divendres Sant del 30 de març de 1877 va ser enverinat per estricnina dissolta en el vi consagrat. La catedral és també el lloc d'enterrament de les restes del Gran Mariscal Antonio José de Sucre i també diversos presidents de la República, així com de bisbes i sacerdots que van morir a la diòcesi. La catedral es troba al costat sud de la plaça de la Independència.
El Palau de Carondelet és la seu del Govern de la República de l'Equador, situada al centre històric de Quito. El palau té vistes al bulliciós espai públic conegut com a plaça de la Independència o plaça Grande (nom colonial), juntament amb el Palau Arquebisbal, el Palau Municipal, l' Hotel Plaza Grande i la Catedral Metropolitana. Durant l'època republicana quasi tots els presidents (constitucionals, internats i dictadors) han governat des del Palau de Carondelet. La residència presidencial es troba al tercer nivell del Palau, juntament amb les oficines administratives.
Es tracta d'un nucli històric en forma de quadrícula, a l'estil de les fundacions espanyoles a Amèrica, de carrers estrets i grans places, com la de Sant Francesc o la de la independència. Aquesta última és el veritable centre de poder de la ciutat, amb la catedral, el palau de govern i l'ajuntament.
La monumental Basílica del Voto Nacional és l'edifici neogòtic més important de l'Equador, i un dels més representatius del continent americà. Va ser una vegada el més gran del Nou Món.
L'any 1605 es va iniciar la construcció de l'església de la Companyia. La construcció va durar 160 anys. L'any 1765 es va acabar l'obra amb la construcció de la façana. Això ho van fer els nadius americans que van donar forma acurada a les pedres per construir la façana a l'estil barroc ornamentat, en el que és un dels millors exemples d'aquest art a Amèrica.

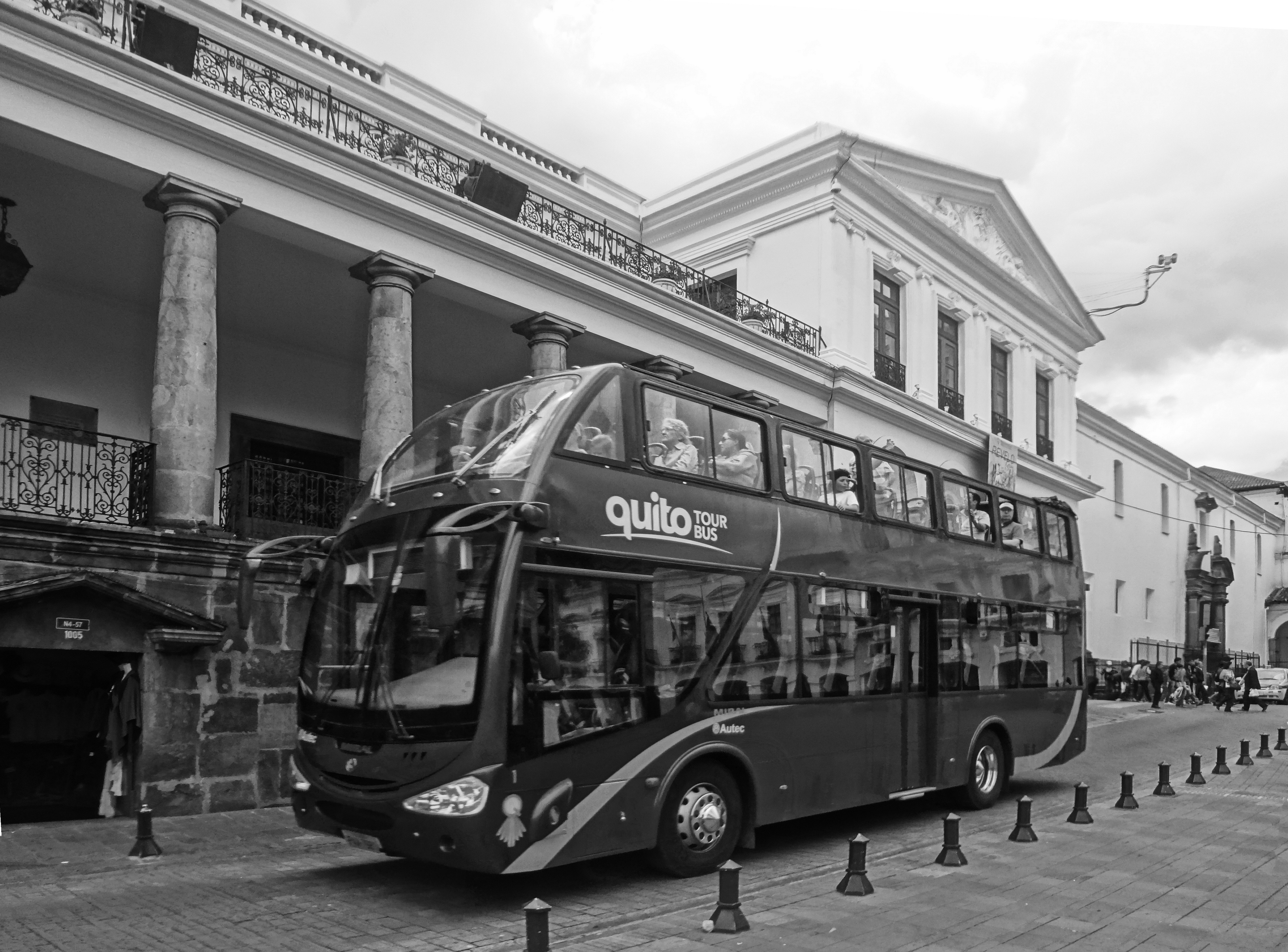
Palau de Carondelet

### Els barris moderns
La part més interessant de la zona moderna de Quito es troba al voltant de l'avinguda Amazonas, a les àrees anomenades La Mariscal i La Colón. És una zona molt comercial i turística, amb molts bars, restaurants i locals d'oci, ideals per prendre un ceviche, així com el centre financer de la ciutat. En aquesta àrea s'hi troben els parcs de La Alameda (que conserva el primer observatori astronòmic de Sud-amèrica), La Carolina i El Ejido. A prop de La Carolina s'hi troba un dels museus més importants del país: el Museu del Banc Central, situat a la Casa de la Cultura, i que conté una importantíssima col·lecció d'art precolombí.

### ElPanecillo, laCima de la Libertadi Itchimbía

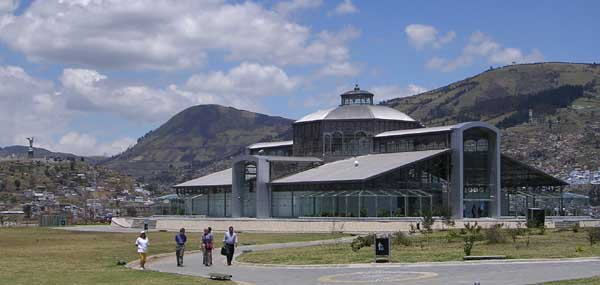
El Centre Cultural Itchimbía. Al fons a l'esquerra es veu el cim dEl Panecillo amb la verge de Legarda.

El Panecillo és el turó que domina la ciutat vella des del seu cantó sud. Des del seu cim s'albira una magnífica panoràmica del centre de la ciutat i està coronat per una reproducció gegant de l'anomenada verge de Quito o verge de Legarda, de l'escultor de l'escola de Quito Bernardo de Legarda.

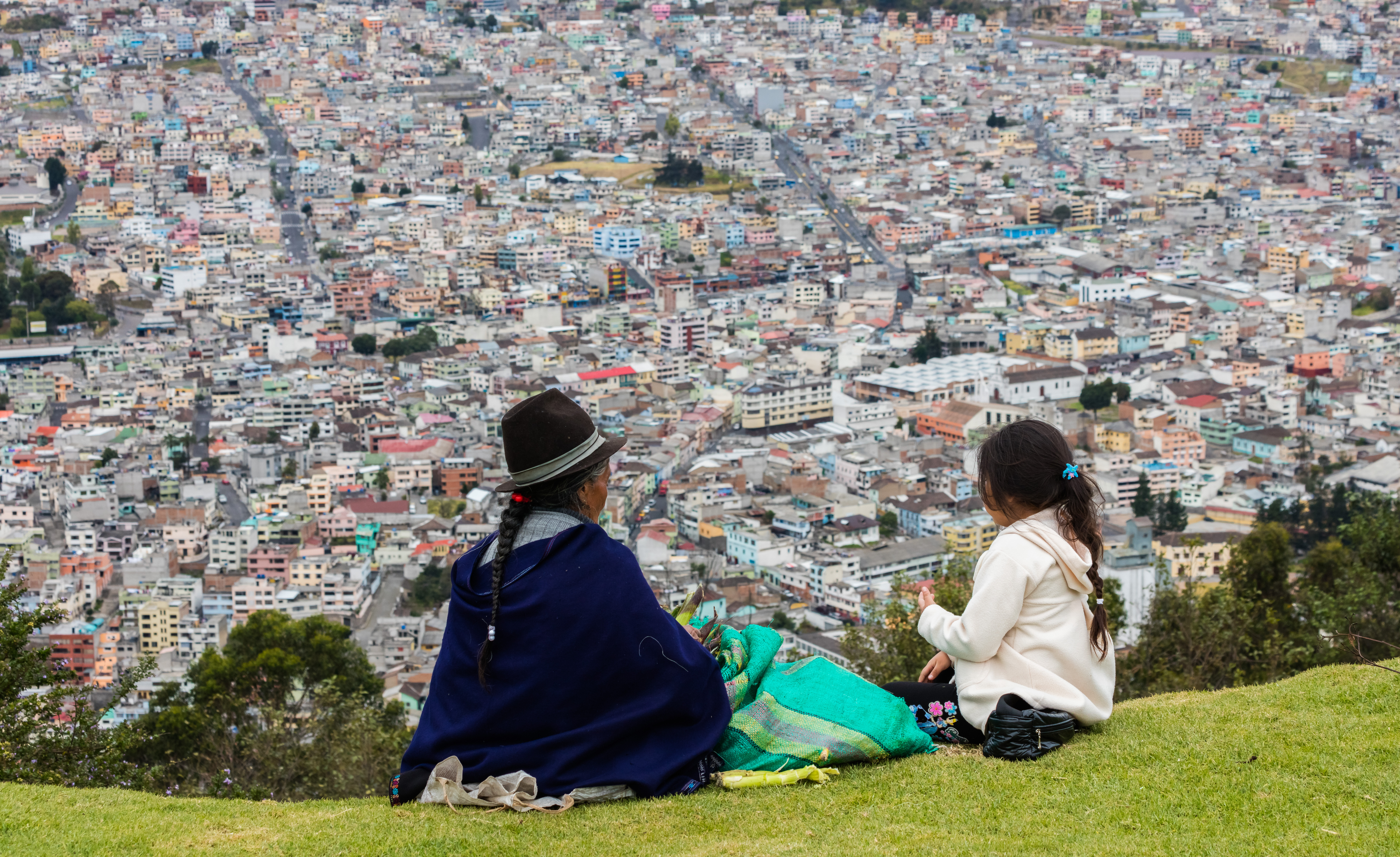
Dos indígenes amerindis al turó El Panecillo, amb la ciutat de Quito al fons.

L'anomenada Cima de la Libertad és un petit contrafort muntanyós situat a les faldes del Pichincha, als voltants del qual es va lliurar, el 24 de maig de 1822, la batalla del Pichincha, que assegurà la independència de la nova República de l'Equador. Està situat de manera que domina el nucli antic de Quito. Actualment és seu d'un petit museu militar dedicat a commemorar la batalla.
El turó d'Itchimbía domina la ciutat vella des de la banda oriental. Fins fa molt poc era un turó deshabitat, però en els darrers anys es va iniciar una ocupació incontrolada; l'ajuntament ha aconseguit aturar aquest procés i s'ha aprofitat l'espai per convertir-lo en un parc públic. L'antic mercat de Santa Clara fou desmuntat del seu lloc original a la ciutat vella i reconstruït dalt del turó com a centre cultural i d'exposicions, inaugurat l'agost de 2004.
Cal destacar igualment el telefèric construït a les faldes del Rucu Pichincha, a la zona anomenada Cruz Loma, i que permet pujar ràpidament a una altura de 4.053 metres. Aquesta obra es va inaugurar el 24 de maig de 2005 i s'ha convertit ràpidament en una de les principals atraccions de la ciutat.

### Meitat del Món

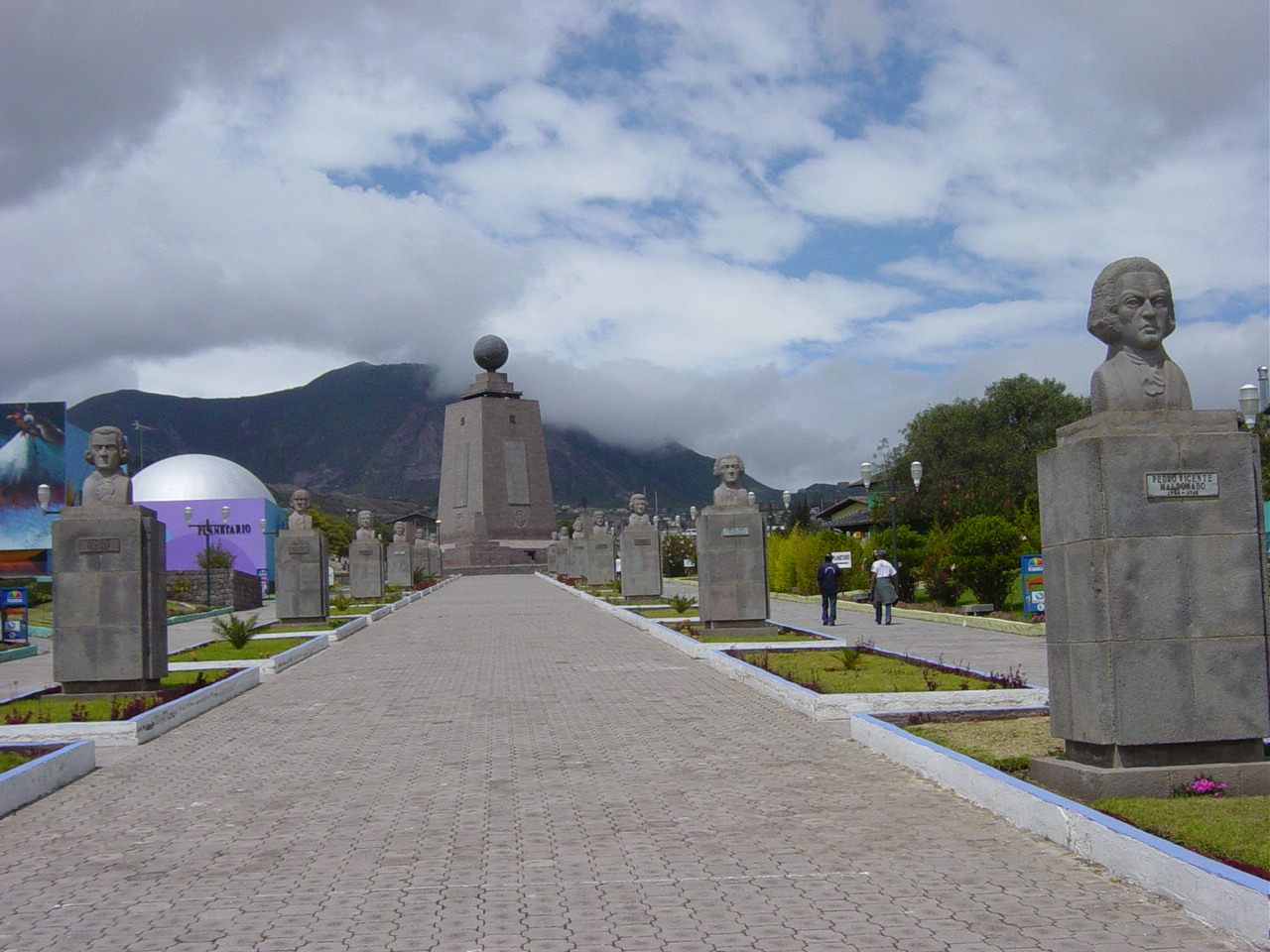
Monument a la Meitat del Món fora de Quito

A uns tretze quilòmetres al nord de Quito, a la localitat de San Antonio de Pichincha, hi passa la línia equatorial. Aprofitant aquest fet s'hi va construir un monument commemoratiu de l'expedició geodèsica de l'Acadèmia de Ciències de París que, sota la direcció de Charles-Marie de la Condamine, mesuraren el 1735 la longitud d'un grau de meridià terrestre a l'equador. Dins del monument es troba un interessant museu etnològic sobre les diferents ètnies de l'Equador i a la vora s'hi ha construït un petit poble dedicat a la venda de productes típics.

### Clima
La part sud de Quito té un clima subtropical de les terres altes (classificació climàtica de Köppen Cfb ), mentre que la part nord té un clima mediterrani càlid d'estiu (classificació climàtica de Köppen Csb). A causa de la seva altitud i ubicació a l'equador, Quito té un clima fresc força constant. La temperatura màxima mitjana de la tarda és de 21.4 °C i la temperatura mínima nocturna mitjana és de 9,8 °C. La temperatura mitjana anual és de 15,6 °C. La ciutat només té dues estacions: seca i humida. L'estació seca, de juny a agost (3 mesos), s'anomena estiu; l'estació humida, de setembre a maig (9 mesos), s'anomena hivern. Les precipitacions anuals, depenent de la ubicació, superen els 1.000 mm.
A causa de la seva altitud, Quito rep una de les radiacions solars més grans del món, arribant de vegades a un índex UV de 24 al migdia solar.
El fet que Quito estigui gairebé a l'equador fa que els sistemes d'alta pressió siguin extremadament rars. La pressió és estable, de manera que els sistemes de pressió molt baixa també són rars. De l'1 de juliol de 2010 al 30 de juny de 2011 la pressió més baixa registrada va ser 998.2 hPa i el més alt va ser 1.015,2 hPa. Malgrat l'absència d'alta pressió, Quito encara pot experimentar un temps tranquil. En general, la pressió més alta és al voltant de la mitjanit i la més baixa a mitja tarda.

## Història
El lloc de la ciutat actual de Quito fou poblat des de molt antic per uns quants pobles. Cap als segles XIV i XV fou el centre de la confederació quitu o dels shyris (també anomenada Regne de Quito) i amb la conquesta inca es convertí en un important centre del Tahuantinsuyo (l'imperi inca). A la mort de l'inca Tupac Yupanqui l'imperi es dividí entre els seus dos fills: Huàscar, que romangué a Cusco, i Atahualpa, que feu de Quito la seva nova capital. La guerra civil que se'n seguí fou aprofitada fàcilment pels espanyols per iniciar una ràpida conquesta. Davant l'avanç espanyol un dels generals d'Atahualpa, Rumiñahui, incendià la vella ciutat inca perquè no caigués en mans dels conquistadors.
Sebastián de Benalcázar fundà la nova ciutat de San Francisco de Quito sobre les restes de l'antic emplaçament el 6 de desembre de 1534. Des de la ciutat s'emprengueren diverses expedicions de conquesta i exploració durant tot el segle xvi, com la conquesta de l'actual Colòmbia o l'expedició a l'Amazones per part d'Orellana. El segle xvii fou una època d'esplendor per a la ciutat, que s'embellí notablement i es formà l'anomenada escola de Quito de pintura i escultura. El segle xviii, coincidint amb la decadència general de l'imperi espanyol, la ciutat decaigué i la seva situació geogràfica difícil l'allunyà de les noves rutes comercials.
Malgrat tot, fou a Quito on es produí una de les primeres proclamacions d'independència de Llatinoamèrica: el 10 d'agost de 1809. Aquest primer intent frustrat fou aviat seguit per l'alçament general de les Juntes a tota Amèrica. Molt a prop de la ciutat, als vessants del Pichincha, tingué lloc la batalla definitiva per a la independència de l'Equador, la batalla del Pichincha, el 24 de maig de 1822, on un exèrcit rebel dirigit per Antonio José de Sucre derrotà les tropes reialistes. El segle xix Quito visqué un període actiu culturalment però poca activitat econòmica, que es traslladà a la cada vegada més comercial i industrial Guayaquil, amb el principal port del país.

## Patrimoni de la Reial Audiència de Quito, Dr.Eduardo Estrella Aguirre
La flora Huayaquilensis un llibre que detalla una de les primeres expedicions a Amèrica del Sud el material vegetal es va dur a terme per Juan Tafalla, que va ser conduït per la Reial Audiència de Quito. Les obres mai es van publicar durant la vida de Joan Tafalla, sinó més aviat, tots els materials i les pintures es trobaven en els arxius del Real Jardí Botànic de Madrid, esperant a ser descoberts.
El Dr Eduardo Estrella Aguirre es trobava en els arxius del Real Jardí Botànic de Madrid, Espanya el 1985 on, al documental IV Divisió, corresponent a l'expedició de Ruiz i Pavón a Perú i Xile, Eduardo Estrella trobar a molts descripcions de les plantes, l'origen correspon als llocs pertanyents a la Reial Audiència de Quito. El Dr Eduardo Estrella Aguirre també va fundar l'Equador Museu Nacional de Medicina. Un llibre de taules, Flora Huayaquilensis, l'Expedició Botànica de Joan Tafalla 1799-1808Ce era una feina que va durar més de tres anys treballant gairebé sense parar en els arxius abans que el Dr Estrella de desentranyar el misteri. Els folis s'han numerat i contenia el misteriós FH inicials i es diferenciaven dels altres que no corresponen a la flora de la Reial Audiència, i tenia les inicials FP Encara no hi havia res clar, però no hi havia prou evidència per considerar que la pista va ser alguna cosa important i deixar que la publicació de la flora i Huayaquilensis després de 200 anys, el Dr Eduardo Estrella finalment va publicar un treball dur i donar crèdit a l'expedició de Juan Tafalla.

## Economia
Quito és la ciutat més gran en contribució al PIB nacional i la més alta en renda per càpita. Quito té el nivell de recaptació d'impostos més alt de l'Equador, superant el 57% nacional anual de 2009, sent actualment la regió econòmica més important del país, com l'últim estudi realitzat pel Banc Central de l'Equador.
Les principals indústries principals de Quito són tèxtils, metalls i agricultura, amb els principals cultius per a l'exportació són el cafè, el sucre, el cacau, l'arròs, els plàtans i l'oli de palma.
Petroecuador, la companyia més gran del país i una de les més grans d'Amèrica Llatina té la seu a Quito.
Les seus centrals i oficines regionals de moltes institucions financeres nacionals i internacionals, corporacions petrolieres i empreses internacionals també es troben a Quito, la qual cosa la converteix en una ciutat empresarial de classe mundial.
A l'informe de ciutats globals El món segons GaWC, que mesura la integració d'una ciutat a la xarxa mundial de ciutats, Quito es classifica com una ciutat beta: una metròpoli important instrumental per vincular la seva regió o estat amb l'economia mundial. 

## Personatges il·lustres
- Mesías Maiguashca